# Доносо, Херман
Херман Вергара Доносо (исп. German Vergara Donoso; 6 марта 1902, Конститусьон, Чили — 14 апреля 1987, Сантьяго, Чили) — чилийский дипломат и государственный деятель, министр иностранных дел Чили (1947—1948, 1950, 1958—1960).

## Биография
Окончил юридический факультет Папского Католического университета Чили, также получил диплом в сфере международных исследований парижского Института политических исследований.
В 1921 г. поступил на службу в МИД Чили:
- 1925—1929 гг. — секретарь посольства в Бельгии,
- 1929—1932 гг. — секретарь посольства в Перу,
- 1932—1938 гг. — заместитель министра иностранных дел,
- 1946—1947 гг. — представитель в ООН,
- 1947—1948, 1950, 1958—1960 гг. — министр иностранных дел Чили.